# キムラミチタ
キムラ ミチタ（1974年8月20日 - ）は、日本のフリーパーソナリティ。広島県廿日市市出身。広島工業大学専門学校出身。ひろしまジン大学 副代表理事。ひろしま県営SNS『日刊わしら』編集部員。

## 人物
FMラジオのDJのほか、音楽番組の構成作家や音楽ライター、クラブ・ライブイベントのオーガナイズとしても活動。
『忍』（しのび）というライブユニットで活動。
広島東洋カープファン。
2000年よりフリーパーソナリティーで活動。
2005年10月から放送の広島FMの番組『キムラミチタのVibe ON! MUSIC』放送開始と同時に、木村ミチタからキムラミチタとして活動（ただし、RCCテレビ『なんナン!?』のスタッフロールでは以前からカタカナ表記だった）。
細美武士（ELLEGARDEN）やホリエアツシ（ストレイテナー）、BUMP OF CHICKENなどとは交友が深く、仲が良い。
2005年11月11日に入籍。
ひろしまジン大学の副理事長を務め企画統括も行っている。

## 担当番組

### 現在の担当番組
- ライブトライブ（2021年4月 - 、広島FM）毎週金曜20:00-21:
- 廿学ラジオ（2021年6月 - 、FMはつかいち）毎月第2・4金曜19:00-20:00
- カラオケスタンド ジョージ（2024年4月 - 、広島FM）毎週木曜18:30-18:55
- MAZDA MEGURING DRIVE（2024年4日 - 、広島FM）毎週土曜11:00-11:55
- 広島音楽応援番組 オトホレワンワン（2024年9月 - 、広島FM）毎週金曜21:00-21:30

### 過去の担当番組
- MUSIC MANIA（広島FM） DJ
  - 2003年10月〜2004年12月までは月・火曜担当 / 2005年1月～9月までは月〜木曜全て担当
- THE RADIO ROCKS（広島FM） DJ
- GIGA STATION（広島FM） DJ
- 壺（RCCテレビ） 構成作家
- なんナン!?（RCCテレビ） 音効担当
- キムラミチタのVibe ON! MUSIC（2005年10月3日 - 2007年3月29日、広島FM） DJ
- RADIO JACK（広島FM） DJ
- DAYS!（広島FM）月・火担当パーソナリティー
- 勝手にトークひろしま!（2010年12月12日 - 2019年5月10日、RCCラジオ）メインパーソナリティ
- イマなまっ!スペシャル タスキをつないだ400日（2018年4月2日、RCCテレビ）音効
- カーロと家族の10か月 〜盲導犬候補の子犬を育てる〜（2019年8月20日、RCCテレビ）選曲
- 皆実町マルシェ（広島FM） DJ
- キムラミチタのアラウンドCARP（2019年4月 - 2021年3月、広島FM）
- アラウンドカープX（2021年4月 - 2024年3月、広島FM）
- 広島歌謡曲ナイト（2013年10月 - 2023年3月、RCCラジオ）